# Na Můstku
Na Můstku (německy Brückchen) je název nedlouhé ulice v centru Prahy (na Starém Městě).
Ulice navazuje na Václavské náměstí v jeho dolní části. Název ulice pochází z doby, kdy ve středověku v těchto místech stávaly městské hradby Starého města pražského s hradebním vodním příkopem, přes který vedl můstek ke Starohavelské bráně v městských hradbách.
Můstek nebo Na Můstku se neoficiálně (tradičně) nazývá křižovatka této ulice a Václavského náměstí s ulicemi Na příkopě a 28. října, po nichž prochází hranice Starého Města s Novým Městem. Od této křižovatky převzala jméno i stanice metra.

## Název
Název Můstek, který se dochoval z dob středověku, pochází od můstku, který vedl přes vodní příkop před hradbami. Příkopy mezi Starým a Novým Městem byly zasypávány v letech 1760–1780. V 70. letech 20. století byl při stavbě metra záchranným archeologickým výzkumem původní můstek odkryt. Dnes jsou jeho pozůstatky zakomponovány do vestibulu stejnojmenné stanice metra, která se pod Můstkem nachází.
Ačkoliv se podobné můstky nacházely u všech třinácti bran staroměstského opevnění, název Na můstku se od 15. století uchytil jen u tohoto místa. Ve středověku měla tato křižovatka pro mimořádnou rušnost i lidové pojmenování „na kolotoči“.

## Historie
Ulice vznikla ve 30. letech 13. století jako hlavní přístupová cesta do Havelského města, jehož vytyčením začíná přeměna pravobřežního osídlení Prahy ve středověké město (pozdější Staré Město). Na tuto dobu upomíná nejen můstek, ale také věž dochovaná v rámci domu U Modré růže (v Rytířské ulici) a na protějším rohu dům Stará rychta, původně správní centrum Havelského města.

## Doprava
Můstek byl vždy rušnou křižovatkou. Již ve 2. polovině 19. století tu byla zřízena koňka, později nahrazená elektrickou tramvají; v roce 1925 tudy vedla i první linka autobusů. Můstek byl v polovině minulého století jednou z nejvýznamnějších křižovatek v celé pražské dopravě. 2. září 1919 byla křižovatka na Můstku první křižovatkou v Praze, kde začala být řízena doprava strážníkem, po roce 1927 pak druhou pražskou křižovatkou se světelnou signalizací.
Přestože v letech 1980 a 1984 byly místní tramvajové tratě zrušeny a nahradilo je metro, i nyní tudy (ale už v podzemí), cestuje stále velká část Pražanů.

## Fotogalerie

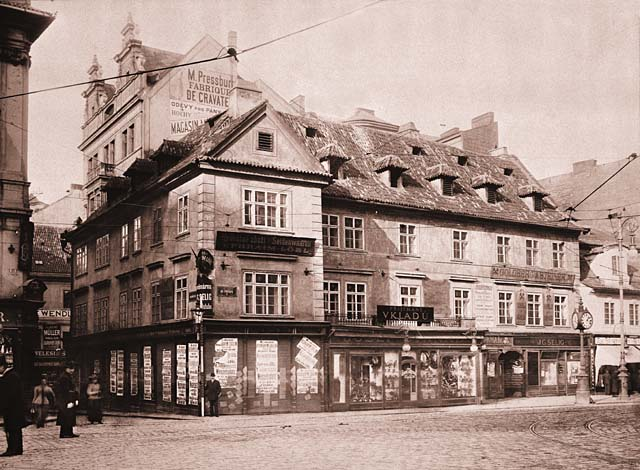
Křižovatka Na Můstku v roce 1900
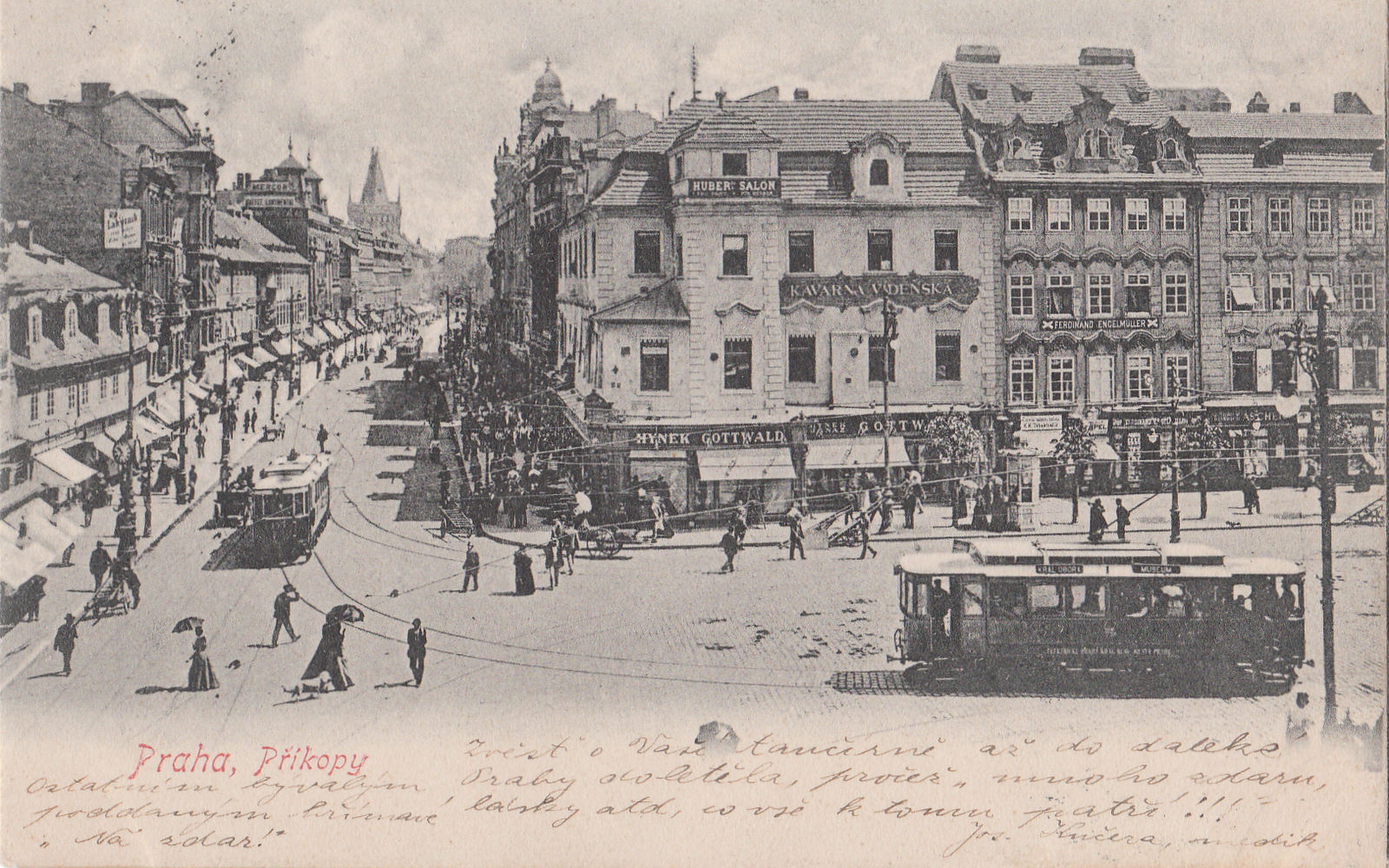
Křižovatka na Můstku, rok 1904
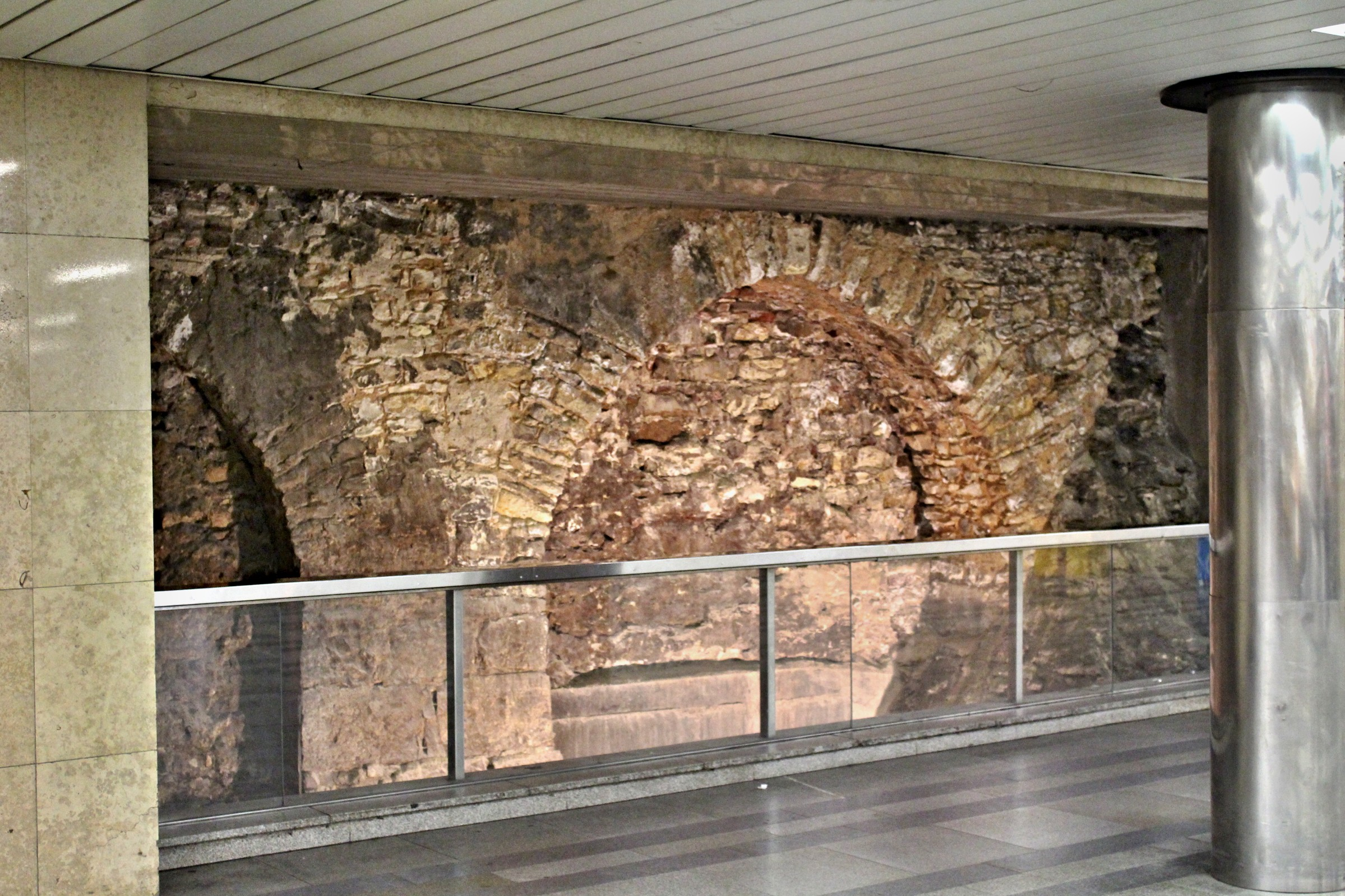
Odkrytá část původního středověkého můstku, zakomponovaná do vstupní části stanice metra linky A
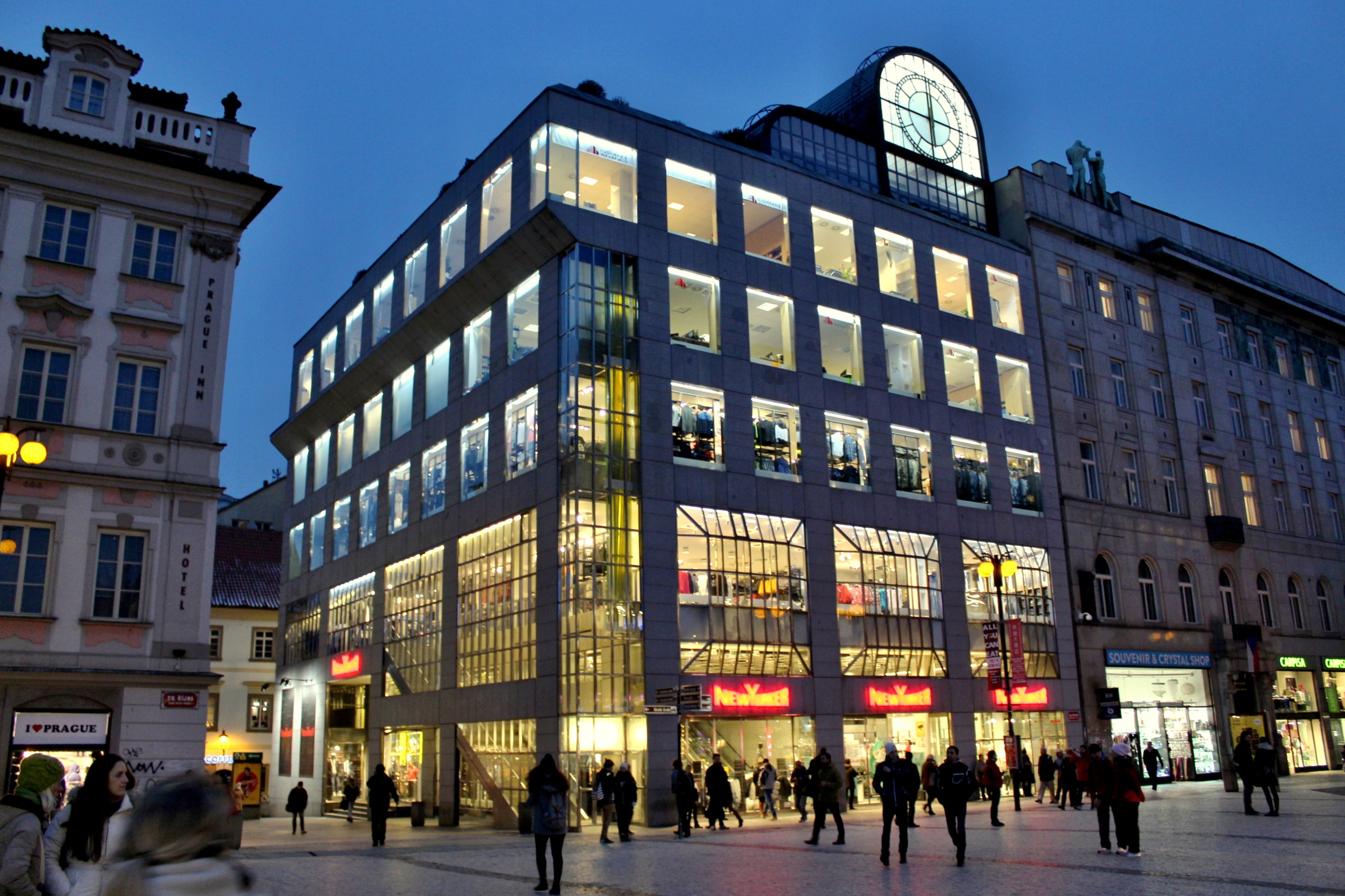
Pohled na Můstek od Václavského náměstí